# Argenna
Genre
Synonymes
- Protadia Simon, 1892

Argenna est un genre d'araignées aranéomorphes de la famille des Argyronetidae.

## Distribution
Les espèces de ce genre se rencontrent en écozone holarctique.

## Liste des espèces
Selon World Spider Catalog (version 26, 10/07/2025) :
- Argenna obesa Emerton, 1911
- Argenna patula (Simon, 1874)
- Argenna polita (Banks, 1898)
- Argenna sibirica Esyunin & Stepina, 2014
- Argenna subnigra (O. Pickard-Cambridge, 1861)
- Argenna yakima Chamberlin & Gertsch, 1958

Selon World Spider Catalog (version 23.5, 2023) :
- † Argenna fossilis Petrunkevitch, 1957

## Systématique et taxinomie
Ce genre a été décrit par Thorell en 1870 dans les Agelenidae. Il est placé dans les Argyronetidae par Montana, Cala-Riquelme, Crews, Gorneau, Al-Jamal, Alequín, Spagna, Ballarin et Esposito en 2025.
Protadia a été placé en synonymie par Wiehle en 1953.

## Publication originale
- Thorell, 1870 : « On European spiders. Part 2. » Nova acta Regiae Societatis Scientiarum Upsaliensis, sér. 3, vol. 7, p. 109-242 (texte intégral).